# Банинг (Калифорнија)
Банинг (енгл. Banning) град је у америчкој савезној држави Калифорнија. По попису становништва из 2010. у њему је живело 29.603 становника.

## Демографија
Према попису становништва из 2010. у граду је живело 29.603 становника, што је 6.041 (25,6%) становника више него 2000. године.
| Група             | 2000.          | 2010.          |
| Белци             | 12.354 (52,4%) | 12.858 (43,4%) |
| Афроамериканци    | 2.014 (8,5%)   | 2.165 (7,3%)   |
| Азијати           | 1.268 (5,4%)   | 1.549 (5,2%)   |
| Хиспаноамериканци | 7.119 (30,2%)  | 12.181 (41,1%) |
| Укупно            | 23.562         | 29.603         |